# Emperador Yuan de Han

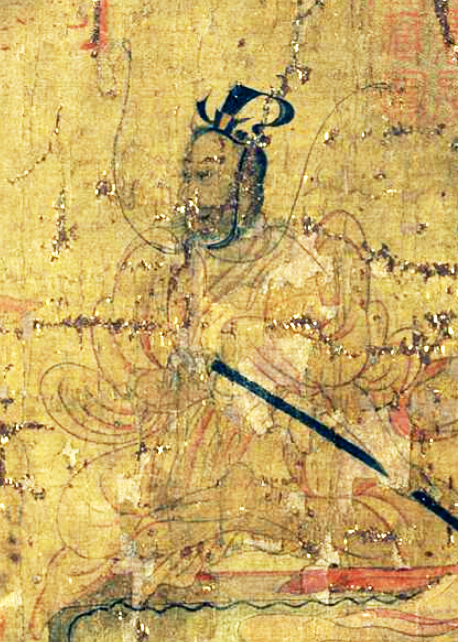
Cuadro del emperador Han Yuandi (Liu Shi) en un estado bastante decente para su gran antigüedad.

Han Yuandi (75 a. C.-8 de julio de 33 a. C.) fue un emperador de la Dinastía Han de China. Reinó de 48 a. C. a 33 a. C. Su nombre personal era Liu Shi (劉奭). Era hijo del emperador Emperador Xuan Di y de la emperatriz Xu. Durante su reinado consolidó la posición del confucianismo como ideología oficial del imperio Han. Está considerado por los historiadores chinos un emperador débil, a causa de su incapacidad para parar las luchas intestinas entre las facciones de funcionarios. El imperio Han comenzó su decadencia bajo su reinado.
Su reinado duró 15 años, y murió en 33 a. C. Fue enterrado en Han Weiling (漢渭陵), cerca de la actual Xianyang al Shaanxi. Liu Ao (劉驁), su hijo, le sucedió bajo el nombre de emperador Han Chengdi.